# Bolesław (imię)
Bolesław (bole(j) + sław – „bardziej sławny”) – słowiańskie imię męskie. Dawniej zapisywane również w formie skróconej Bosław lub Bolko. Imię dynastyczne w polskiej dynastii Piastów oraz czeskiej Przemyślidów. Do dynastii piastowskiej zostało zapożyczone od Przemyślidów poprzez dziedziczenie po linii żeńskiej (imię kognacyjne). Ostatnim jego piastowskim przedstawicielem był Piast mazowiecki Bolesław V, książę warszawski (XV w.).
Bolesław imieniny obchodzi 12 czerwca, 23 lipca i 19 sierpnia.
Podobne imiona: Bolebor, Boleczaj, Boleczest, Bolelut, Bolemir oraz Bolemysł.
Żeńskie odpowiedniki: Bolesława, Bosława.
Odpowiedniki w innych językach:
- łacina – Boleslaus
- język białoruski – Баляслаў
- język czeski – Boleslav
- język słowacki – Boleslav
- język ukraiński – Болеслав
- język rosyjski – Болеслав
- język węgierski – Boleszláv, Boleszló
- język litewski – Boleslovas
- język łotewski – Boļeslavs
- język angielski – Boleslaw, Boleslav, Boleslaus
- język niemiecki – Boleslaus, Boleslaw, Boleslav
- język szwedzki –  Boleslav
- język francuski – Boleslas, Boleslav
- język hiszpański – Boleslao
- język portugalski – Boleslau
- język włoski – Boleslao
- język chiński – 博萊斯瓦夫
- język japoński – ボレスワフ (Boresuwafu)

## Etymologia
Znaczenie imienia „Bolesław” podał Thietmar z Merseburga w swojej Kronice, spisanej w latach 1012–1018:

Kiedy poprzez kraj Milczan dotarł [cesarz Henryk II] do siedzib Dziadoszan, wyjechał z radością na jego spotkanie Bolesław, który nazywał się „większą sławą” nie dla swoich zasług, lecz dlatego, że takie było z dawna przyjęte znaczenie tego słowa.

## Osoby o imieniu Bolesław

### Królowie i książęta polscy
- Bolesław I Chrobry
- Bolesław II Szczodry
- Bolesław III Krzywousty
- Bolesław IV Kędzierzawy
- Bolesław V Wstydliwy – książę krakowski i sandomierski
- Bolesław I Wysoki – książę śląski
- Bolko I Surowy – książę świdnicki
- Bolko II Mały – książę świdnicki

### Władcy Czech
- Bolesław I Srogi
- Bolesław II Pobożny
- Bolesław III Rudy

### Inne osoby
- Bolesław Augustis – fotograf
- Bolesław Bierut – polityk komunistyczny, prezydent Polski 1945–1952
- Bolesław Borysiuk – poseł V kadencji
- Bolesław Chocha – polski generał
- Bolesław Ginter – archeolog
- Bolesław Hryniewiecki – polski botanik i pedagog
- Bolesław Kacewicz – polski matematyk
- Bolesław Kominek – kardynał, metropolita wrocławski
- Bolesław Kontrym – agent wywiadu, żołnierz AK
- Bolesław Kumor – duchowny, historyk
- Bolesław Leśmian – poeta
- Bolesław Limanowski – polityk, historyk, działacz socjalistyczny
- Bolesław Lubosz – pisarz
- Bolesław Piasecki – przywódca Ruchu Narodowo-Radykalnego „Falanga”
- Bolesław Piecha – poseł V kadencji, wiceminister
- Bolesław Płotnicki – aktor
- Bolesław Prus – pisarz (prawdziwe nazwisko Aleksander Głowacki)
- Bolesław Roja – wojskowy, generał Wojska Polskiego
- Boļeslavs Sloskāns – łotewski biskup
- bł. Bolesław Strzelecki – błogosławiony Kościoła katolickiego
- Bolesław Szabelski – kompozytor, organista
- Bolesław Wieniawa-Długoszowski – wojskowy, polityk II Rzeczypospolitej
- Bolesław Wysłouch – polityk, senator I kadencji w II Rzeczypospolitej
- "Bolek" – pseudonim tajnego współpracownika Służby Bezpieczeństwa
- Bolek - bohater polskiego serialu animowanego, brat Lolka

## Nazwy miejscowości pochodzące od imienia Bolesław
- Bolesławiec – miasto na Dolnym Śląsku,
- Bolesławiec – miasto w województwie łódzkim
- Bolesławiec – wieś w województwie wielkopolskim
- Bolesław – wieś w województwie małopolskim,
- Bolesławice – 4 miejscowości w Polsce,
- Bolesławów – 6 miejscowości w Polsce oraz dzielnica Łodzi
- Bolesławowo – 4 miejscowości w Polsce
- Bolesławek – wieś w województwie mazowieckim
- Bolesławin – część wsi Różaniec
- Bolków – miasto na Dolnym Śląsku, którego nazwa wywodzi się od zdrobnienia imienia Bolesław – Bolko (według Józefa Łepkowskiego pierwotnie nazywało się Bolesławice),
- Bolkowice – 2 miejscowości z nazwami pochodzącymi od zdrobnienia imienia Bolesław – Bolko,
- Polkowice – miasto na Dolnym Śląsku, które wcześniej nazywało się Bolkowice.
- Mladá Boleslav – miasto w Czechach,